# Государственный концертный зал имени Арнольда Каца
Государственный концертный зал имени Арнольда Каца — был открыт в Новосибирске 11 сентября 2013 года. Зал является основной концертной и репетиционной площадкой Новосибирской филармонии, где базируется большинство филармонических коллективов.
Общая площадь Государственного концертного зала имени Арнольда Каца составляет 21,5 тысяч квадратных метров, Общая площадь фойе – 1080 кв. м., в т. ч. балкон – 115 кв. м.. Зал рассчитан на 1080 зрителей, в том числе 12 мест для людей с ограниченными возможностями. 
Архитектурный проект нового зала был разработан ООО «Н-ск Градострой-2002» (руководитель Владимир Ермишкин).
До начала проектирования нового зала было сформулировано техническое задание, в формировании которого специалисты филармонии приняли активное участие. Все пожелания концертной организации были учтены и воплощены в проекте зала. На сегодняшний день не реализована лишь установка органа, которая запланирована на ближайшие годы. И архитектура зала, и его акустические параметры были разработаны с учетом монтажа органа.
Зал назван в честь Арнольда Михайловича Каца (18.09.1924 — 22.01.2007), лауреата Государственной премии России, народного артиста СССР,  профессора, почетного жителя Новосибирска.
Арнольд Михайлович является основателем Новосибирского академического симфонического оркестра (1956). До своей кончины являлся его художественным руководителем и главным дирижером. Оркестр занял достойное место в ряду лучших симфонических коллективов своей страны и мира. География гастролей оркестра включала в себя города России, самые престижные российские залы и, начиная с 1970 года, Болгарию, Югославию, Австрию, Бельгию, Великобританию, Германию, Италию, Испанию, Люксембург, Нидерланды, Португалию, Финляндию, Францию, Швейцарию, Японию.

## Хронология
- 25 декабря 2012 года — окончен первый этап строительства и проведены акустические испытания[1].
- 14 мая 2013 года зал был введён в эксплуатацию. В честь торжества на новой сцене выступил Академический симфонический оркестр Новосибирской государственной филармонии (дирижёр Гинтарас Ринкявичус); Русский академический оркестр (дирижёры Рустам Дильмухаметов и Владимир Гусев, солисты Сергей Кузьмин — тенор, Екатерина Марзоева — меццо-сопрано)[1].
- 11 сентября 2013 г. состоялось торжественное открытие зала и симфонический концерт с участием Владимира Спивакова, Вадима Репина и Новосибирского академического симфонического оркестра.

С 2014 года в Новосибирске на сцене новой концертной площадки проходит музыкальный фестиваль при участии известных музыкантов под патронажем всемирно известного скрипача Вадима Репина.